# 白蛇 (童話)
《白蛇》（德語：Die weiße Schlange）是格林兄弟《格林童话》中收录的一则德国童話，编号17。它是AT分类法中的第673类故事。

## 故事梗概
有一位充满智慧的国王每晚都要吃一道被盖子盖着的菜。送菜的侍从对此十分好奇，便在一天晚上偷偷将盖子打开，结果看到里面是一条白蛇。侍从尝了一小点，发现自己竟能和动物沟通了。
同一天，王后的戒指正巧丢了，而侍从成为了嫌疑人。他必须在一天内证明自己的清白，不然就要受到惩罚。烦恼的他来到了院子里，却在这时听见一只鹅抱怨自己吞下了一只戒指。他立刻把鹅抓进了厨房里。厨子将鹅颈切开，找到了丢失的戒指。国王对侍从表示了谢意，并愿意提供给侍从土地和财富。侍从则谢绝说他只需要一些钱和一匹马，让他去看看外面的世界。
在旅途中，侍从先是遇到了一些需要帮助的动物，包括缺水的鱼，随时可能被踩死的蚂蚁以及饥饿的小乌鸦。每一次，他都帮助了他们，动物们也每次都说：“我们会记住你的。好心自然会有好报！”
侍从来到了城里，听说到国王要选女婿，但求婚者必须完成一项艰巨的任务，失败了便要受死。侍从看了一眼美貌的公主，决定去试试。国王将一枚金戒扔进海中，要求侍从把它捞回来，并说如果办不到就会将他推入大海里淹死。
很快三条鱼游了过来，其中的一条衔了一只贝壳，而国王的戒指便在这贝壳里。惊讶的国王同意将女儿许配给侍从。可是，公主却给他派了另一个任务。她将米撒在草地上，要求侍从把他们捡起重新装进袋子里。
侍从想到这真是件不可能的事，十分沮丧，躺在地上睡着了。当他醒来时，发现昨天还空着的袋子现在全装满了米，一粒没少。蚁王带着手下连夜捡起了所有的米粒。
然而，公主仍然不满意，又让侍从从生命之树上摘来一个苹果。过了许多天，疲倦的侍从躺到了一棵树下，这时一个苹果落下掉进了他的手里。他抬头一望，看见了已经长大了的从前的那三只乌鸦。侍从欣喜若狂，回到了公主那里，而公主也最终同意嫁给他。他们一同吃下了生命之树上摘下的苹果，从此过着幸福快乐的生活。